# Under the Water-Line
Under the Water-Line è l'album di debutto del gruppo musicale olandese Ten Sharp, pubblicato dall'etichetta discografica Columbia con distribuzione Sony Music nel 1991.
Nella versione originale, uscita nel mese di marzo, il disco conteneva 7 brani. Nell'edizione successiva, pubblicata circa 3 mesi dopo, sono state aggiunte altre 3 canzoni: Rich Man, Some Sails e Closing Hour.

## Tracce
1. You – 4:33 (testo: Ton Groen – musica: Niels Hermes)
2. When The Spirit Slips Away – 4:45 (testo: Ton Groen – musica: Niels Hermes)
3. Rich Man – 4:14 (testo: Ton Groen – musica: Niels Hermes)
4. Ain't My Beating Heart – 4:14 (testo: Ton Groen – musica: Niels Hermes)
5. Lonely Heart – 4:55 (testo: Marcel Kapteijn, Ton Groen – musica: Marcel Kapteijn, Niels Hermes)
6. Who Needs Women – 4:41 (testo: Ton Groen – musica: Niels Hermes)
7. Some Sails – 4:16 (testo: Ton Groen – musica: Niels Hermes)
8. Ray – 4:01 (testo: Ton Groen – musica: Niels Hermes)
9. When The Snow Falls – 5:14 (Ten Sharp)
10. Closing Hour – 3:48 (testo: Ton Groen – musica: Niels Hermes)